# 白馬渓
白馬渓（はくばけい）は、大分県臼杵市の臼杵川支流の渓流にある渓谷である。

## 概要
臼杵市内の山間に位置し、臼杵川上流の支流にある渓谷で、紅葉の名所として知られる。木々の間を渓流が流れる様子が白馬が駆けるようであることから、白馬渓と呼ばれる。
江戸時代の天保3年（1832年）に臼杵藩の庭園石工の橋本真彦が、商人清水善七の支援を得て、伊勢参りに行けない人々のために伊勢神宮外宮の祭神豊受比賣神の分霊を祀って大神宮を創建し、8基の石橋を架け、参道の整備するとともに、四季の花木を植樹したのが始まりとされる。
昭和53年（1978年）には、臼杵市の名勝に指定されており、毎年、11月下旬に白馬渓もみじ祭りが開催されるなど、市民に親しまれている。

### 石橋
8基の石橋は、アーチ橋3基と桁橋5基とから成る。各橋の概要は、下流から順に以下の通り。
- 山田橋 - 単径間円弧桁橋、橋長3.4m、横幅1.2m[4]
- 筋違橋 - 単径間円弧桁橋、橋長2.9m、横幅1.3m
- 豊川橋 - 単径間円弧桁橋、橋長3.6m、横幅1.3m
- 御祓橋 - 2連アーチ橋、橋長4.7m、径間1.0m
- 浮橋 - 単アーチ橋、橋長3.7m、横幅1.5m、径間2.8m
- 五十鈴橋 - 単径間円弧桁橋、橋長4.1m、横幅1.4m
- 宇治橋 - 単アーチ橋、橋長5.5m、横幅1.4m、径間4.3m[5]
- 岩橋 - 単径間円弧桁橋、橋長3.1m、横幅1.7m

## 交通
- 鉄道：JR九州日豊本線上臼杵駅より車で10分
- バス：JR九州日豊本線臼杵駅よりバス15分、白馬渓入口停留所下車、徒歩約10分
- 車：東九州自動車道臼杵ICより10分